# Nagoszewo (gmina Ostrów Mazowiecka)
Nagoszewo – wieś sołecka w Polsce położona w województwie mazowieckim, w powiecie ostrowskim, na skraju gminy Ostrów Mazowiecka.
Leży przy drodze krajowej nr 8, na skraju Puszczy Białej.

## Historia
Nagoszewo to jedna z najstarszych osad w Puszczy Białej, pierwsze wzmianki o miejscowości pochodzą z XIII wieku. W XVI wieku była to wieś czynszowa wchodząca w skład dóbr biskupów płockich. Prywatna wieś duchowna położona była w II połowie XVI wieku w powiecie kamienieckim ziemi nurskiej województwa mazowieckiego. W XVII wieku w Nagoszewie znajdował się ośrodek bartników. W XVIII wieku osada, wyludniona przez zarazy, została zasiedlona przez przybyszów z Puszczy Zielonej. Na mocy przywileju z 16 lipca 1746 roku, nadanego przez biskupów płockich, włościanie z Nagoszewa mieli wolność dobywania i krugowania gruntów leśnych na pola i łąki oraz wyrabiania barci we wszystkich lasach stanowiących własność biskupią. Przywilej ten został potwierdzony 11 lipca 1753 roku przez biskupa Szembera. 
W 1773 roku wieś liczyła 33 zagrody, a w 1827 roku 65 zagród i 407 mieszkańców. W II połowie XIX wieku miejscowość była jedną z największych wsi czynszowych w tej części Puszczy Białej (po Małkini i Osuchowej). Liczyła wówczas 110 domów i 714 mieszkańców.
2-3 czerwca 1863 roku, podczas powstania styczniowego, pod Nagoszewem rozegrała się bitwa. Zginęło wówczas ponad stu powstańców, w tym miejscowi rolnicy. Poległych pochowano na skraju wsi.
Po II wojnie światowej w miejscowości funkcjonowała poczta oraz ośrodek zdrowia. Istnieje tu Publiczna Szkoła Podstawowa im. Powstańców 1863 Roku.
W 2006 roku miejscowość liczyła 92 domy i 280 mieszkańców.

## Granice i podziały administracyjne
Do 1868 r. istniała gmina Nagoszewo. Po II wojnie światowej miejscowość była siedzibą Gminnej Rady Narodowej w Nagoszewie. W latach 1954–1972 wieś należała i była siedzibą władz gromady Nagoszewo. Od 1 stycznia 1973 roku miejscowość należy do gminy Ostrów Mazowiecka.

## Zabytki
- Pomnik powstańców poległych w bitwie pod Nagoszewem z 1917 roku. Obiekt jest postawiony w miejscu zbiorowej mogiły powstańców poległych w bitwie z 1863 roku, przy szosie Ostrów Mazowiecka-Warszawa. Pomnik składa się z granitowej kolumny, na której szczycie znajduje się żelazny krzyż ozdobiony motywem wycinanki kurpiowskiej. W 1963 roku zainstalowano ogrodzenie kamienno-łańcuchowe oraz umieszczono tablicę z inskrypcją. W połowie wysokości kolumny zainstalowano przedstawienie wieńca laurowego ze skrzyżowanymi szablami oraz wizerunek orła powstańczego. Na szczycie ulokowany obraz Matki Boskiej Częstochowskiej[13][11]. Co roku, 3 czerwca, pod pomnikiem odbywają się uroczystości upamiętniające poległych w bitwie[11][14][15].
- drewniane budynki mieszkalne z przełomu XIX i XX wieku posiadające cechy budownictwa kurpiowskiego[13].

Pomnik bitwy pod Nagoszewem
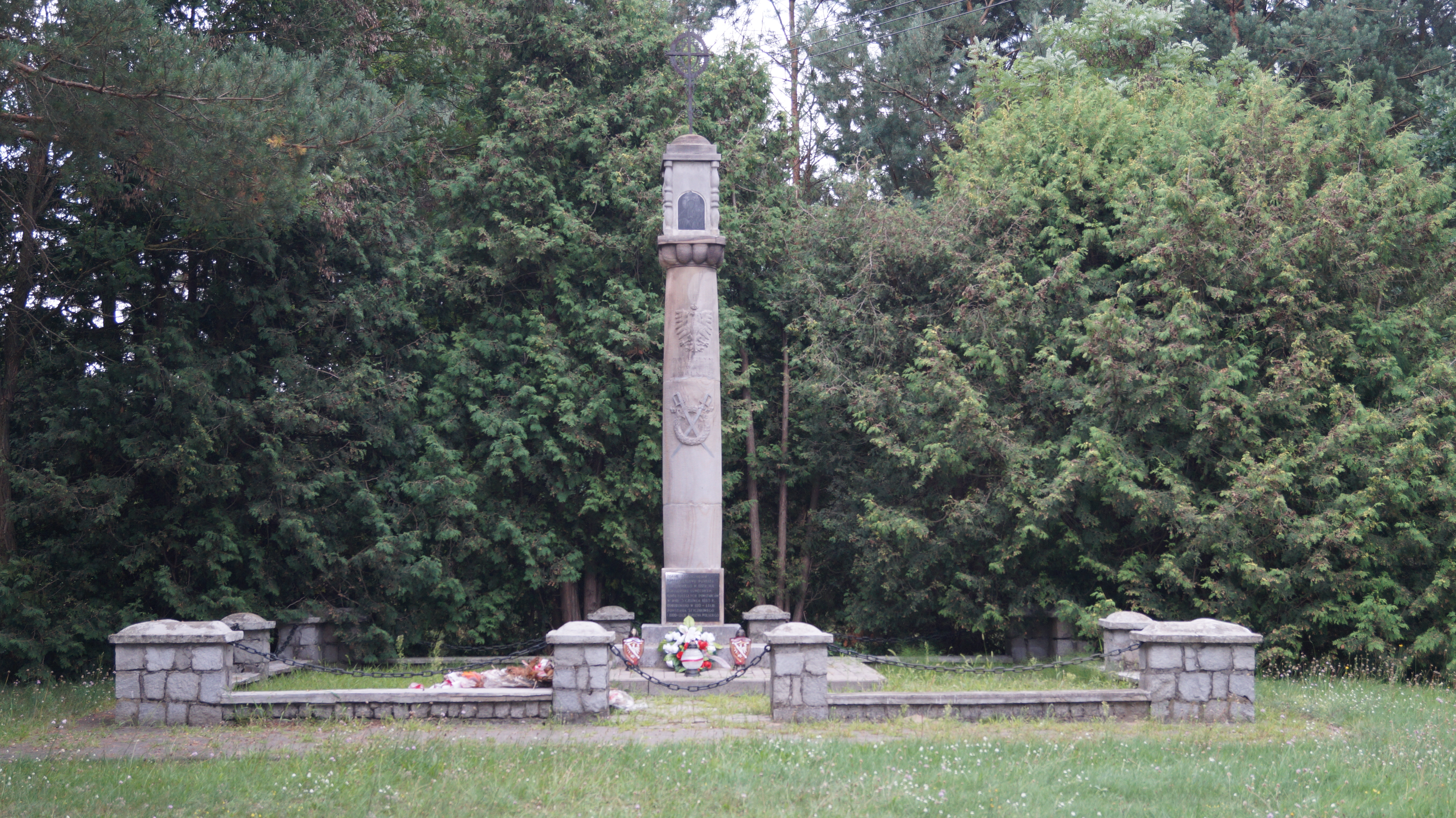
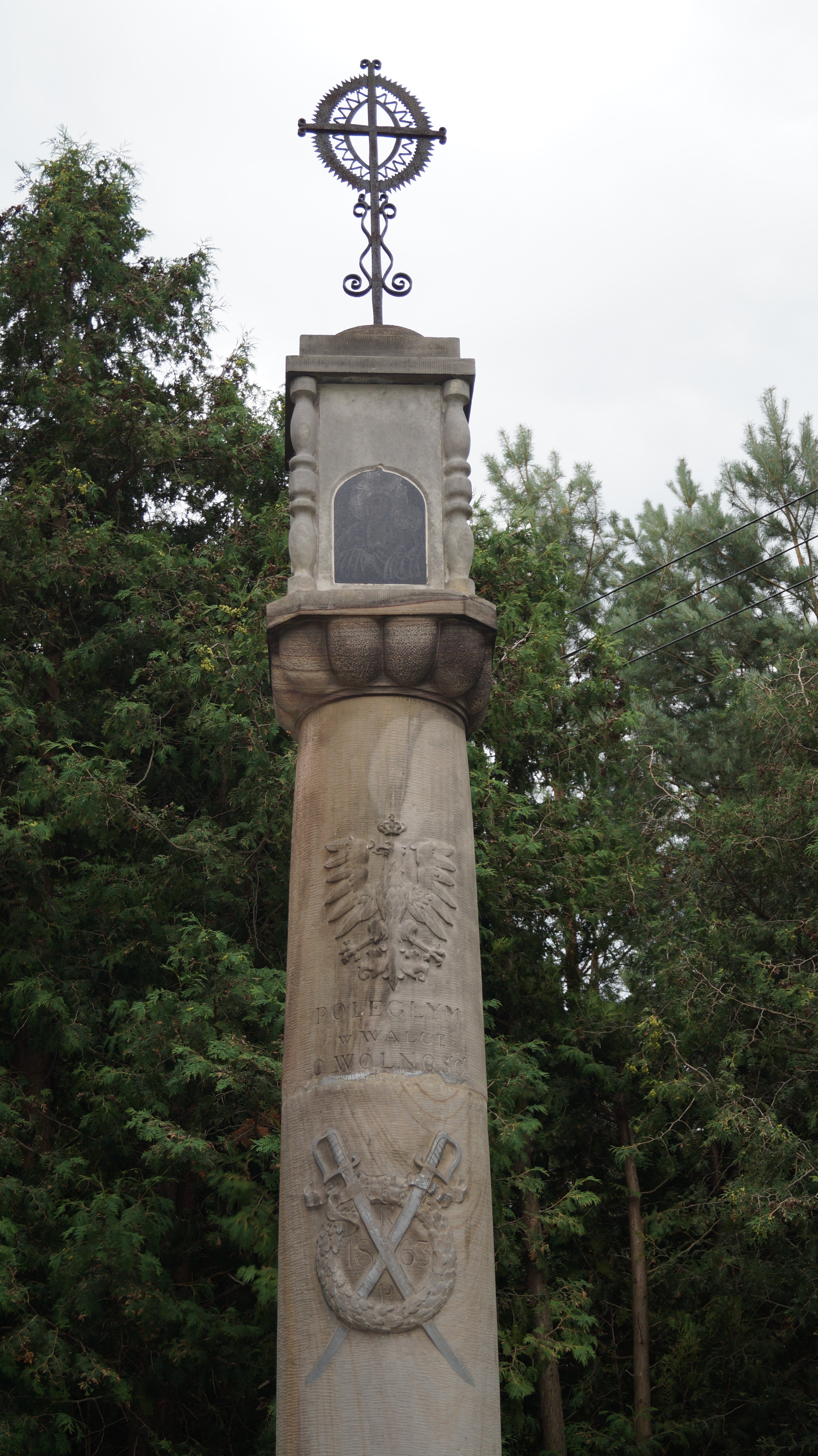
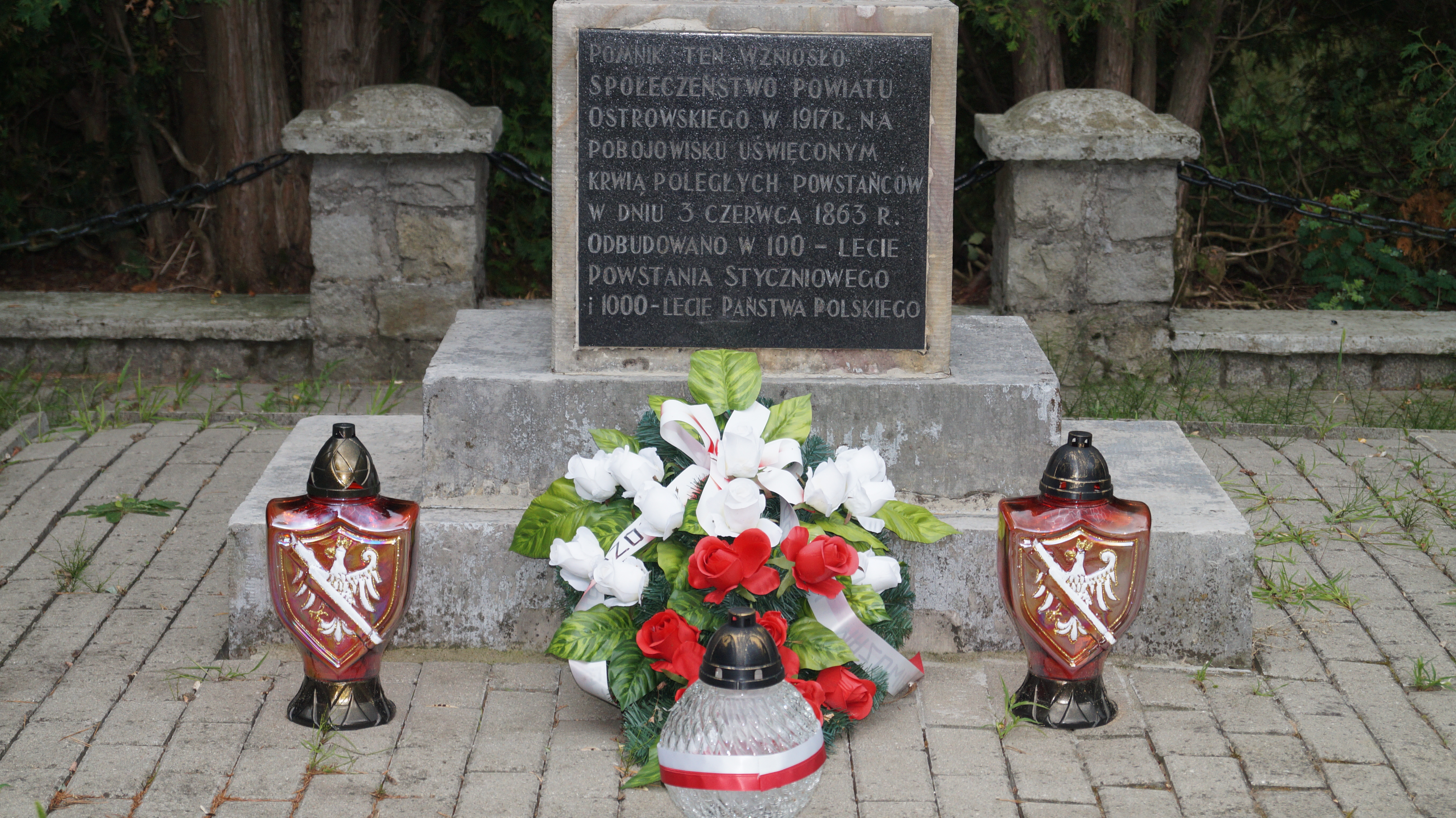

Zabudowa Nagoszewa
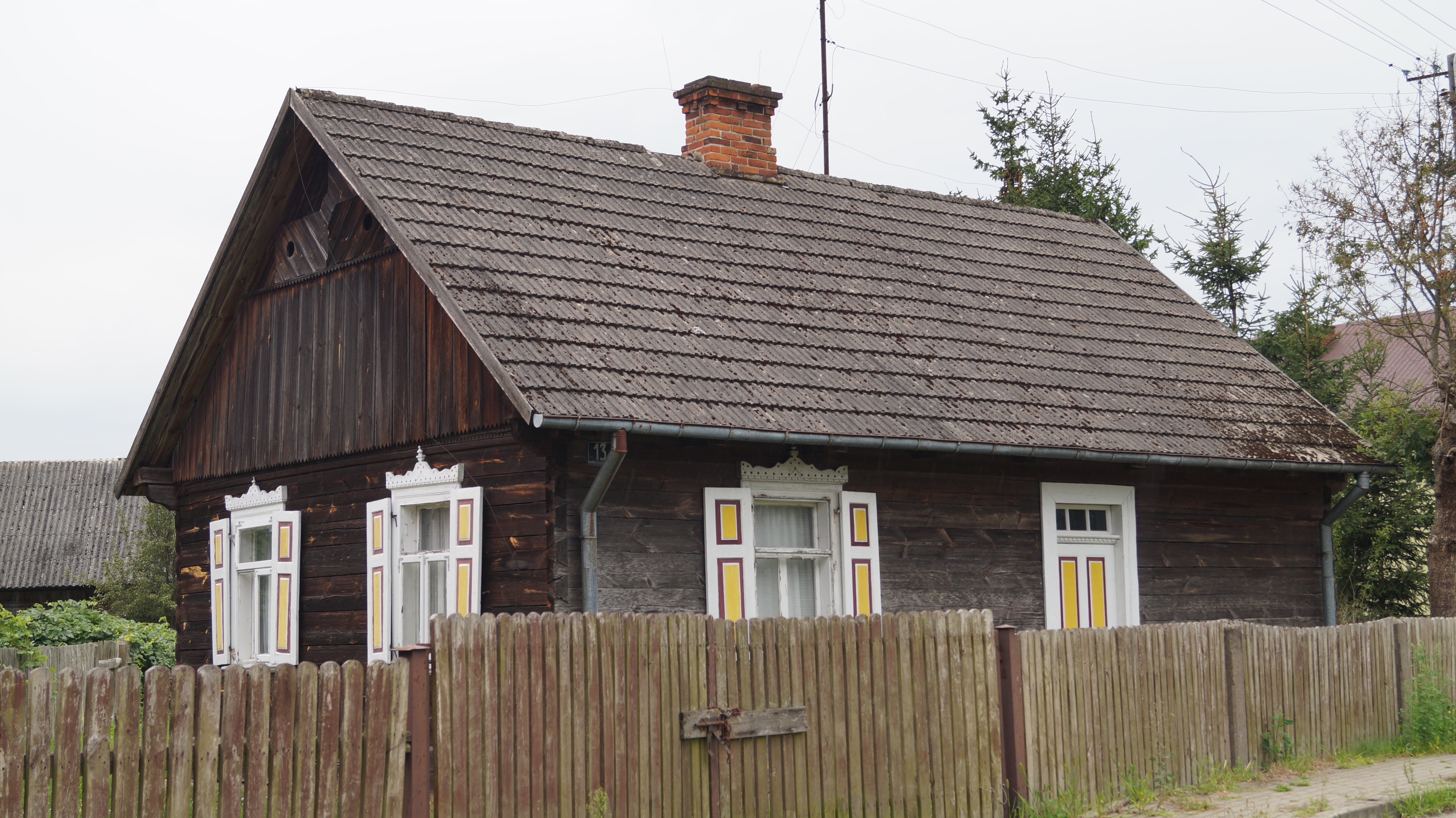
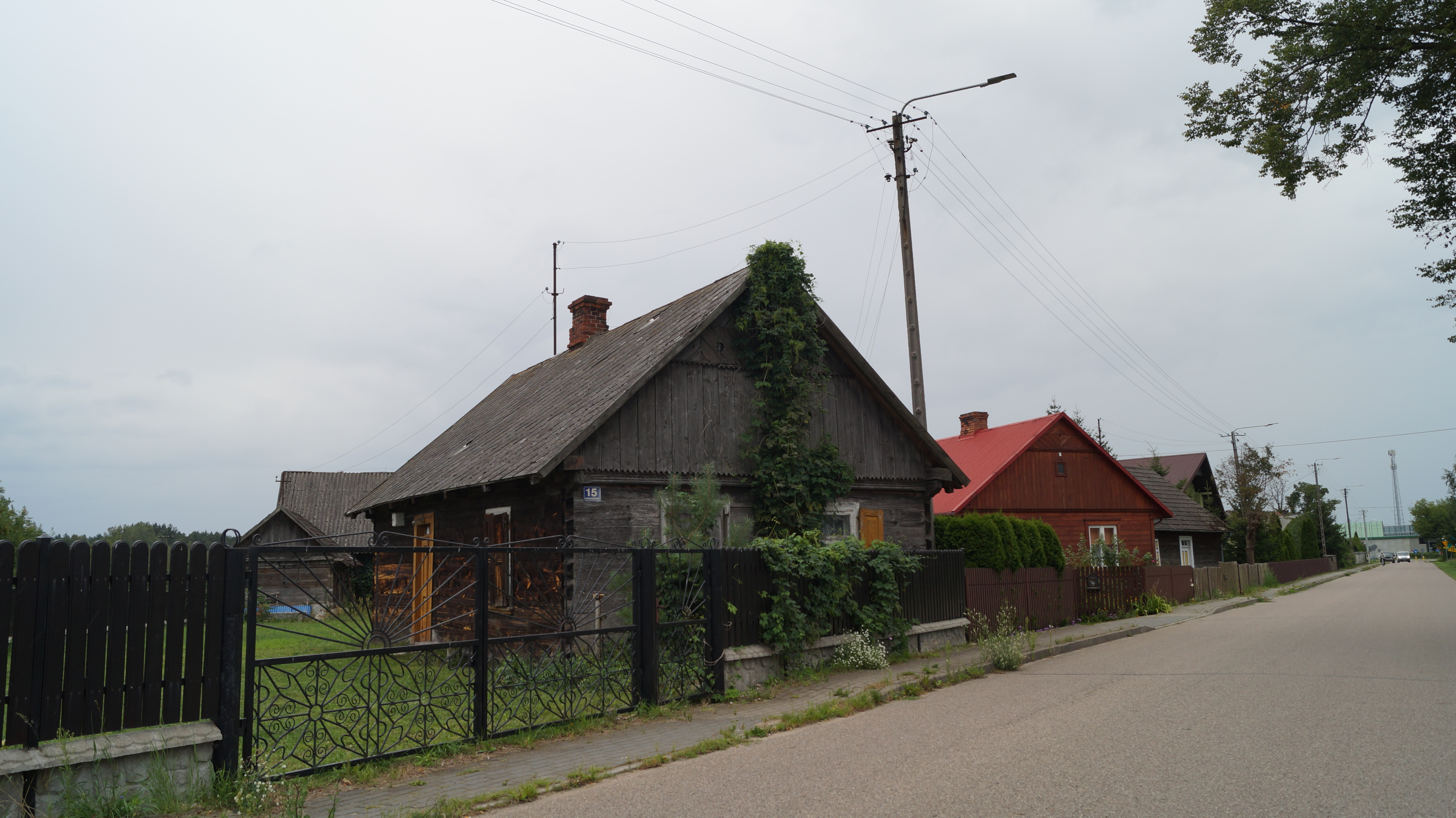
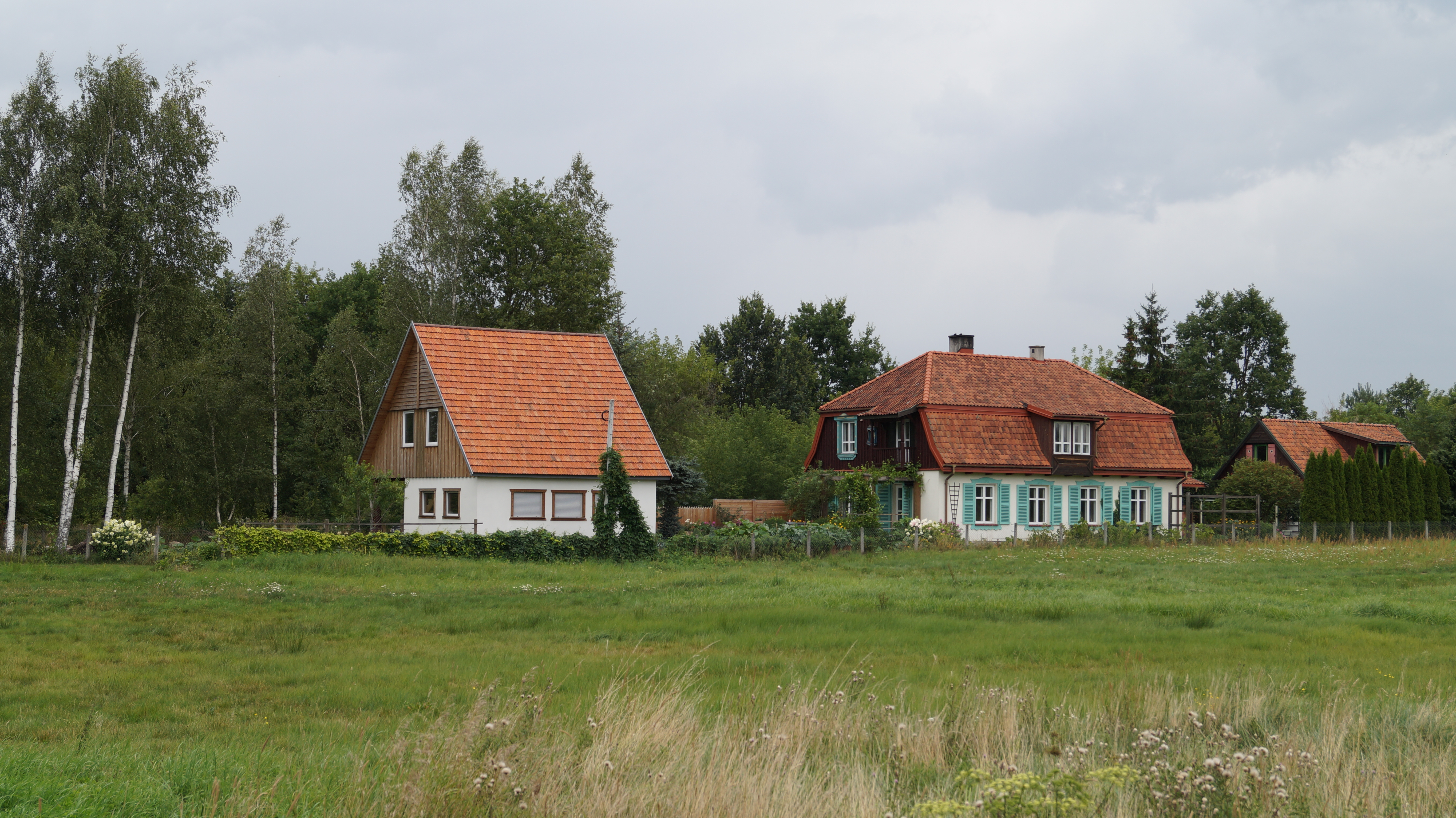

## Współcześnie
Miejscowość Nagoszewo zamieszkuje 263 mieszkańców (stan na 31.12.2015 r.).

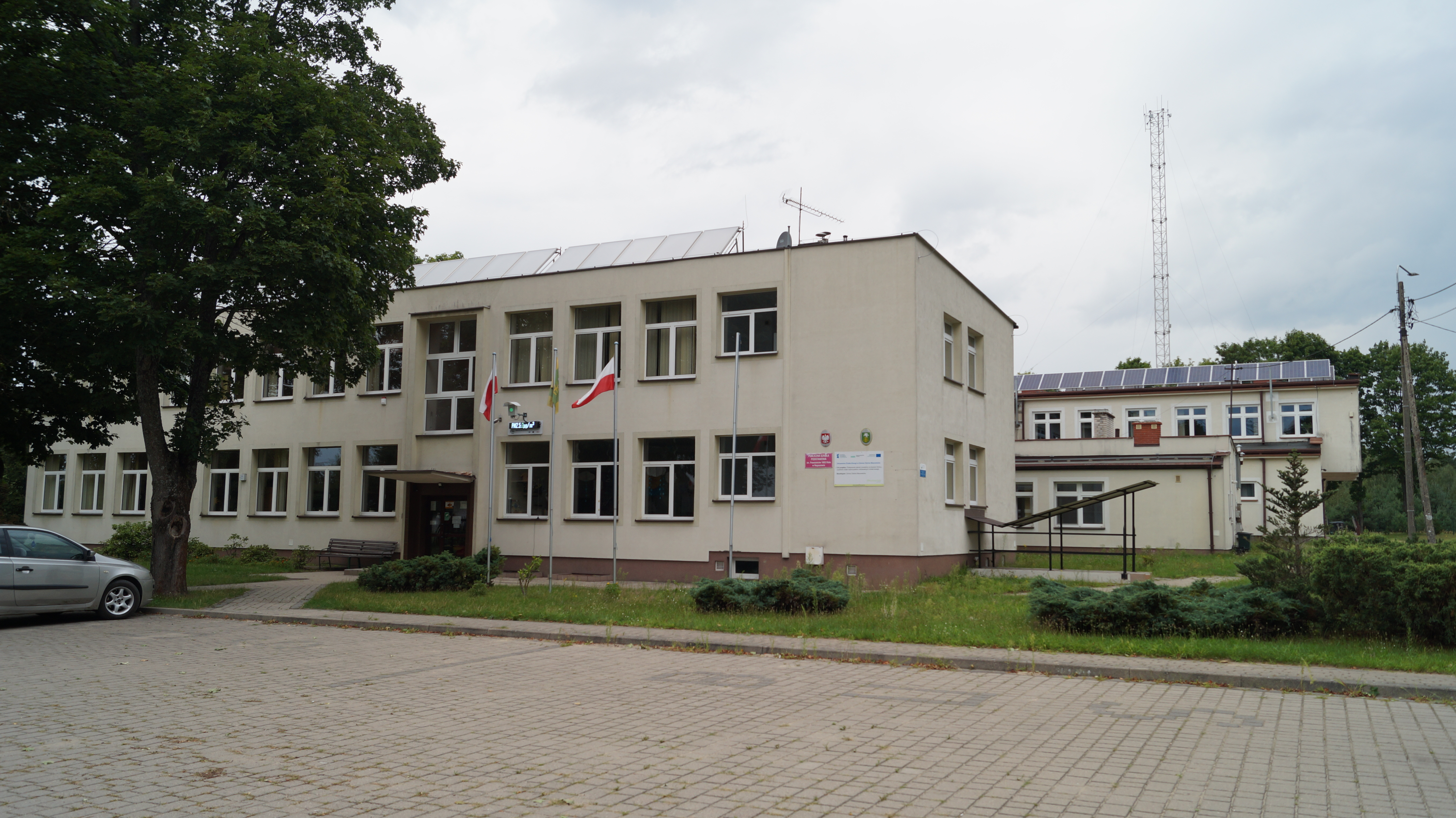
Budynek Szkoły Podstawowej im. Powstańców 1863 roku w Nagoszewie

We wsi mieści się Publiczna Szkoła Podstawowa. Funkcjonuje biblioteka publiczna (utworzona w 1956 roku), której od 1974 r. powierzono obowiązki Biblioteki Gminnej dla Gminy Ostrów Mazowiecka. Biblioteka posiada cztery filie: w Jasienicy, Jelonkach, Komorowie i Ugniewie.
W miejscowości działa Ochotnicza Straż Pożarna.
Wierni Kościoła rzymskokatolickiego należą do parafii św. Andrzeja Apostoła w Broku.

## Ludzie związani z miejscowością
- Kazimierz Śladewski – poeta[8],
- Edward Rowny – amerykański generał, doradca ds. wojskowych w administracji prezydenta USA[8][10].